# كارلا هيلز أندرسون
كارلا هيلز أندرسون (بالإنجليزية: Carla Anderson Hills) (و. 1934 – م) هي سياسية، وأستاذة جامعية، ومديرة من الولايات المتحدة الأمريكية ولدت في لوس أنجلوس.
وهي عضوة في الحزب الجمهوري .

## التعليم
تعلمت في جامعة أوكسفورد، وجامعة ستانفورد، وجامعة ييل، وكلية ييل للحقوق.

## روابط خارجية
- كارلا هيلز أندرسون على موقع الموسوعة البريطانية (الإنجليزية)
- كارلا هيلز أندرسون على موقع مونزينجر (الألمانية)
- كارلا هيلز أندرسون على موقع إن إن دي بي (الإنجليزية)